# Хроника Бернольда
Хроника Бернольда (лат. Bernoldi Chronicon) — историческое сочинение Бернольда Констанцского. Охватывает период от начала нашей эры до 1100 года. Содержит важные сведения по истории Священной Римской империи в XI веке, особенно в контексте её борьбы с папством за инвеституру.

## Издания
- Bernoldi Chronicon // MGH, SS. Bd. V. Hannover. 1844, p. 400—467[1].

- Bertholds und Bernolds Chroniken // Ausgewaehlte Quellen zur deutschen Gechichte des Mittelalters, Bd. 14. Darmstadt. 2002.

## Переводы на русский язык
- Часть 1, 1054—1080 в переводе И. М. Дьяконова на сайте Восточная литература
- Часть 2, 1081—1087 в переводе И. М. Дьяконова на сайте Восточная литература
- Часть 3, 1088—1100 в переводе И. М. Дьяконова на сайте Восточная литература